# Chorinaeus borealis
Chorinaeus borealis är en stekelart som beskrevs av Kusigemati 1971. Chorinaeus borealis ingår i släktet Chorinaeus och familjen brokparasitsteklar. Inga underarter finns listade i Catalogue of Life.